# آيمي ماركوس (سياسية)
ماريا آيميلدا جوزيفا ريميديوس «آيمي» روموالديز ماركوس (من مواليد 12 نوفمبر 1955)، سياسية فلبينية وممثلة سابقة تعمل كعضو في مجلس الشيوخ منذ عام 2019. وهي ابنة فرديناند ماركوس والسيدة الأولى السابقة آيميلدا ماركوس والأخت الكبرى للرئيس الحالي بونغ بونغ ماركوس. شغلت سابقًا منصب حاكمة إيلوكوس نورت بين عامي 2010-،2019 وممثلة لمنطقة إيلوكوس نورت الثانية بين عامي 1998-2007.
بدأت آيمي ماركوس حياتها السياسية خلال فترة حكم والدها بالأحكام العرفية. أصبحت عضوة في مجمع باتسانحا بامبانسا، ورئيسة لمجلس الشباب (كي بي). وقد اختُطفت الناشطة أرخميدس تراجانو خلال فترة عملها في مجلس الشباب، وعُذبت وقُتلت بعد فترة وجيزة من استجوابها العلني لتعيينها في المكتب.
بلغت الثامنة عشرة من عمرها- وهي سن الرشد في الفلبين- بعد أربعة عشر شهرًا فقط من إعلان والدها قانون الأحكام العرفية، وكانت تبلغ 30 عامًا في الوقت الذي أُطيح بأسرتها من السلطة خلال الثورة الفليبينية عام 1986، وقد ساعدتهم حكومة الولايات المتحدة على الفرار وإحضارهم إلى هونولولو.
سمحت الرئيسة كورازون أكينو لعائلة ماركوس بالعودة إلى الفلبين في عام 1991، بعد وفاة فرديناند ماركوس في عام 1989. سرعان ما ترشحت آيمي لمنصب سياسي، وفازت بثلاث ولايات في مجلس النواب وثلاث ولايات كحاكمة لإيلوكوس نورتي. انتُخبت لعضوية مجلس الشيوخ في انتخابات 2019.
أُشير إلى إدانة إيمي ماركوس في قضية تراجانو ضد ماركوس عام 1993 أمام محكمة المقاطعة الأمريكية في هونولولو في الدوائر القانونية الأمريكية لفضح نقاط الضعف في مبدأ تصرف الدولة، مما يسمح برفع دعاوى مماثلة.
ارتبط اسمها بثروة عائلتها المسروقة، واعتُبرت مستفيدة من العديد من ممتلكات ماركوس البحرية التي كُشف عنها في أوراق بنما والنتائج في إدانات المحكمة لوالدتها إيميلدا ماركوس. حُددت هذه المقتنيات على أنها «ثروة غير مشروعة» من قبل المحكمة العليا للفلبين، وهي موضوع جهود الإعادة إلى الوطن من قبل اللجنة الرئاسية المعنية بالحكم الصالح.

## النشأة
ولدت آيمي ماركوس في 12 نوفمبر 1955، في ماندالويونغ (التي كانت آنذاك بلدية في ريزال) كأكبر أبناء الرئيس السابق فرديناند ماركوس والسيدة الأولى السابقة إيميلدا ماركوس، وكلاهما مارس حكمًا استبداديًا على الفلبين من ديسمبر 1965 إلى فبراير 1986. لديها ثلاثة أشقاء آخرين: فرديناند بونغ بونغ ماركوس الابن، العضو السابق في مجلس الشيوخ والرئيس الحالي، وإيرين ماركوس أرانيتا، وآمي ماركوس المتبناة.
نشأت ماركوس خلال طفولتها في قصر مالاكانانغ، المقر الرسمي للرئيس. كانت قد بلغت من العمر عشر سنوات في اليوم التالي لانتخاب والدها في عام 1965. اعترفت في مقابلة مع مجلة فيليبيناز المدعومة من عائلتها عام 1999، أنها لم ترتاح للحياة في القصر بسبب التقييد والرسمية المبالغ بهما. وأضافت أيضًا أنه «ليس بالضرورة أنسب مكان لتنشئة طفل لكنه كان لطيفًا للغاية».
زعمت ماركوس أنها التحقت بالمدارس «العادية» في مانيلا أثناء إقامتها في القصر، لكنها اضطرت إلى التوقف لأن العائلة الأولى وجدت صعوبة في الخروج بسبب التجمعات الاحتجاجية خارج مالاكانانغ. جاءت التظاهرات، التي قوبلت جميعها بهجمات عسكرية أدت إلى مقتل العديد من الفلبينيين، ردًا على الديكتاتورية الزوجية الفظيعة لعائلتها والتي استمرت لأكثر من عقدين.

## التعليم
أثارت خلفية ماركوس التعليمية الجدل خلال انتخابات 2019. إذ أنه وفي ظل الديكتاتورية الزوجية لوالديها، زورت ماركوس تخرجها من أربع كليات على الأقل (بما في ذلك ثلاث جامعات)، مدعية كذبًا أنها تخرجت «بامتياز» و«كطالبة متفوقة» في مناسبتين عامتين.

### التعليم الابتدائي والثانوي
- التحقت ماركوس بمعهد تيريسيانا (كلية سانت بيدرو بوفيدا الآن) في مدينة كويزون من رياض الأطفال حتى الصف الرابع، إذ حصلت على مرتبة الشرف الأولى.[19]
- انتقلت إلى دير السيدة في شارع هيران في مانيلا من الصف الخامس إلى السنة الأولى الثانوية، حيث حصلت أيضًا على مرتبة الشرف الأولى.[19]
- انتقلت ماركوس لاحقًا إلى «المدرسة الأمريكية» (مدرسة مانيلا الدولية الآن) في ماكاتي.[19]

#### تزوير التخرج من مدرسة سانتا كاتالينا الثانوية
ادّعت ماركوس أنها تخرجت كطالبة متفوقة في الفصل من دير سانتا كاتالينا (التي تدعى الآن مدرسة سانتا كاتالينا) في مونتيري في كاليفورنيا. صرح مساعد مدير مدرسة سانتا كاتالينا، السيد جون إيمي في 21 مارس 2019 بما يلي: «التحقت (آيمي ماركوس) بمدرستنا لفترة وجيزة في خريف عام 1972، وهي ليست خريجة».

### التعليم الجامعي
التحقت آيمي ماركوس في عام 1973 بجامعة برينستون، حيث أخذت مجموعة متنوعة من الدورات في الدين والسياسة على الرغم من أنها لم تعلن عن تخصص أكاديمي.
تخلل إقامة ماركوس في برينستون جدلًا مع الطلاب السود والآسيويين (رابطة الطلاب الآسيويين الأمريكيين) احتجاجًا على قبولها، والسماح لابنة ديكتاتور بالدراسة في الجامعة، واعتبارها تهديدًا محتملًا للطلاب الذين عارضوا نظام ماركوس.
- انسحبت من برينستون عام 1976، وعادت عام 1977، ثم انسحبت للمرة الأخيرة عام 1979.[31][32] لم تحصل على أي درجة علمية من جامعة برينستون.[29][31][32][33]
- ذكر ريتشارد كلاين، أحد خريجي جامعة برنستون في عدد أغسطس 1983 من مجلة تاون توبيكس، أن ماركوس قد أخفقت في الجامعة.[34]

يكشف المؤلف ريكاردو مانابات في كتابة «البعض أذكى من غيرهم» أنه بعد الثورة الفليبينية عام 1986، اكتشف محققون من اللجنة الرئاسية للحكومة الجيدة أن الرسوم الدراسية لماركوس، كانت بقدر بدل شهري بحوالي 10000 دولار أمريكي، والمبنى الذي يعود للقرن الثامن عشر الذي سكنت فيه أثناء دراستها في برنستون، جاء مقابل استخدام أموال دافعي الضرائب التي يمكن اقتفاء أثرها من أموال المخابرات لمكتب الرئيس، وجزئيًا إلى خمسة عشر حسابًا مصرفيًا فتحها آل ماركوس سرًا في الولايات المتحدة بأسماء مزيفة.